# Laze pri Predgradu
Laze pri Predgradu este o localitate din comuna Kočevje, Slovenia, cu o populație de 10 locuitori.